# Żabi Róg (gromada)
Żabi Róg – dawna gromada, czyli najmniejsza jednostka podziału terytorialnego Polskiej Rzeczypospolitej Ludowej w latach 1954–1972.
Gromady, z gromadzkimi radami narodowymi (GRN) jako organami władzy najniższego stopnia na wsi, funkcjonowały od reformy reorganizującej administrację wiejską przeprowadzonej jesienią 1954 do momentu ich zniesienia z dniem 1 stycznia 1973, tym samym wypierając organizację gminną w latach 1954–1972.
Gromadę Żabi Róg z siedzibą GRN w Żabim Rogu utworzono – jako jedną z 8759 gromad na obszarze Polski – w powiecie morąskim w woj. olsztyńskim na mocy uchwały nr 17 WRN w Olsztynie z dnia 4 października 1954. W skład jednostki weszły obszary dotychczasowych gromad Florczaki, Gubity, Kretowiny i Żabi Róg ze zniesionej gminy Bramka w tymże powiecie. Dla gromady ustalono 15 członków gromadzkiej rady narodowej.
1 stycznia 1958 do gromady Żabi Róg włączono wsie Bramka, Ruś i Kotkowo, PGR-y Zawroty i Silin oraz osady Piłąg i Białka ze zniesionej gromady Bramka w tymże powiecie.
1 stycznia 1969 z gromady Żabi Róg wyłączono część jeziora Długie (4 ha), włączając ją do gromady Łukta w powiecie ostródzkim w tymże województwie.
Gromada przetrwała do końca 1972 roku, czyli do kolejnej reformy gminnej.